# Библиотека Зи-Ка-Вэй
Шанхайская библиотека Зи-Ka-Вэй (кит. трад. 上海圖書館徐家匯藏書樓, упр. 上海图书馆徐家汇藏书楼, пиньинь Shànghǎi Túshūguǎn Xújiāhuì Cángshū Lóu), также известная как Библиотека Миссии (фр. Bibliotheque de Mission) или Библиотека Сюйцзяхой, является первой современная библиотекой, созданной в Шанхае, Китай. Расположена в комитете Сюйцзяхуэй в районе Сюйхуэй, она впервые открылась в 1847 году. Является частью Шанхайской библиотечной системы.

## История
Библиотека Сюйцзяхуэй началась с прибытия трёх миссионеров-иезуитов в 1842 году: отца Клода Готтеланда (1803-1856), главы миссии, Франсуа Эстев (1804-1848) и Бенжамена Брюйра (1808-1880). По мере того, как миссионерская работа продвигалась в течение следующих пяти лет, стало ясно, что необходимо постоянное место жительства, в частности, чтобы предоставить вновь прибывшим миссионерам место для изучения китайского языка и подготовки к своей работе. Избранным местом стала деревня Сюйцзяхуэй (произносится как Зикавэй на шанхайском диалекте) в пяти милях к юго-западу от Шанхая, хотя с тех пор этот район был присоединён к муниципалитету Шанхая. Отец Готтеланд также принял решение выделить место для коллекции книг в поддержку учёбы и работы миссионеров по их прибытии в Сюйцзяхуэй. Именно из этих скромных начинаний в 1847 году была основана библиотека Сюйцзяхуэй (библиотека Зикавэй), которая станет одной из двух ведущих иезуитских библиотек в Китае (вторая — библиотека Бэйтан).
Изначально библиотека размещалась в трёх комнатах в покоях священников миссии на северной стороне существующей часовни. Затем в 1860 году иезуиты расширили свои земельные владения в Сюйцзяхуэй, и библиотеку переместили к востоку от канала Чжаоцзябан, и это здание было расширено. К 1897 году фонды библиотеки вновь превысили размеры отведённого для них пространства. Были составлены планы новой двухэтажной библиотеки с двенадцатью комнатами, строительство которой было завершено в 1906 году. Это новое здание библиотеки было разделено на зону первого этажа в китайском стиле для материалов на китайском языке и секцию на западных языках на втором этаже. Эта библиотека называлась несколькими именами, известными по штампам собственности на книгах в библиотеке. Эти имена включали Zi-ka-wei Reservata Bibliotheca, Bibliotheca Zi-ka-wei, Zi-ka-wei Bibliotheque de Mission, Zi-ka-wei Bibliotheca Major, а на китайском языке — Shanghai Xujiahui Tianzhutang Cangshulou («Библиотека католической церкви Сюйцзяхуэй, Шанхай»). Местные жители окрестили большое здание среди старых деревьев гинкго просто «Великой библиотекой».
На пике своего развития коллекция библиотеки Сюйцзяхуэй насчитывала более 100 000 наименований в 200 000 томов: 80 000 томов на европейских языках и 120 000 томов на китайском языке. После разрушения Восточной библиотеки в 1932 году японскими милитаристами это была самая большая библиотека в Шанхае. Помимо обширных собраний географических справочников, в библиотеке Сюйцзяхуэй также хранились ранние редкие газеты и журналы. Коллекция европейских языков библиотеки Сюйцзяхуэй состояла из книг на более чем десяти разных языках, включая иврит, латынь, греческий и другие европейские языки. Библиотека имела основные словари и энциклопедии со всего мира и важные научные журналы, которые помогали иезуитам в их исследованиях, а также более двух тысяч редких изданий до 1800 года.
Библиотека стала филиалом системы Шанхайской библиотеки в 1956 году и была отремонтирована в 2003 году.